# Monte Meta
Il monte Meta (noto anche come la Meta, 2 241 m s.l.m.) è una delle maggiori cime dei Monti Marsicani, nell'appennino abruzzese, situata sul confine tra Lazio e Abruzzo a breve distanza dal confine con il Molise, all'interno del parco nazionale d'Abruzzo, Lazio e Molise, tra i comuni di Alfedena (AQ) e Picinisco (FR). Le sue pendici sud-orientali rappresentano il punto più elevato della regione Molise a una quota di circa 2170 m s.l.m..
Dà il nome all'omonima catena montuosa dei Monti della Meta, sottogruppo dei Monti Marsicani, che dal valico di Forca d'Acero procede verso la valle di Comino meridionale e digrada nelle valli del Liri e del Volturno prendendo il nome di Mainarde nelle cime più basse e più meridionali. Ai suoi piedi si trova il passo dei Monaci (1.981 m s.l.m.), che forma il confine tra Abruzzo, Lazio e Molise.

## Ascesa

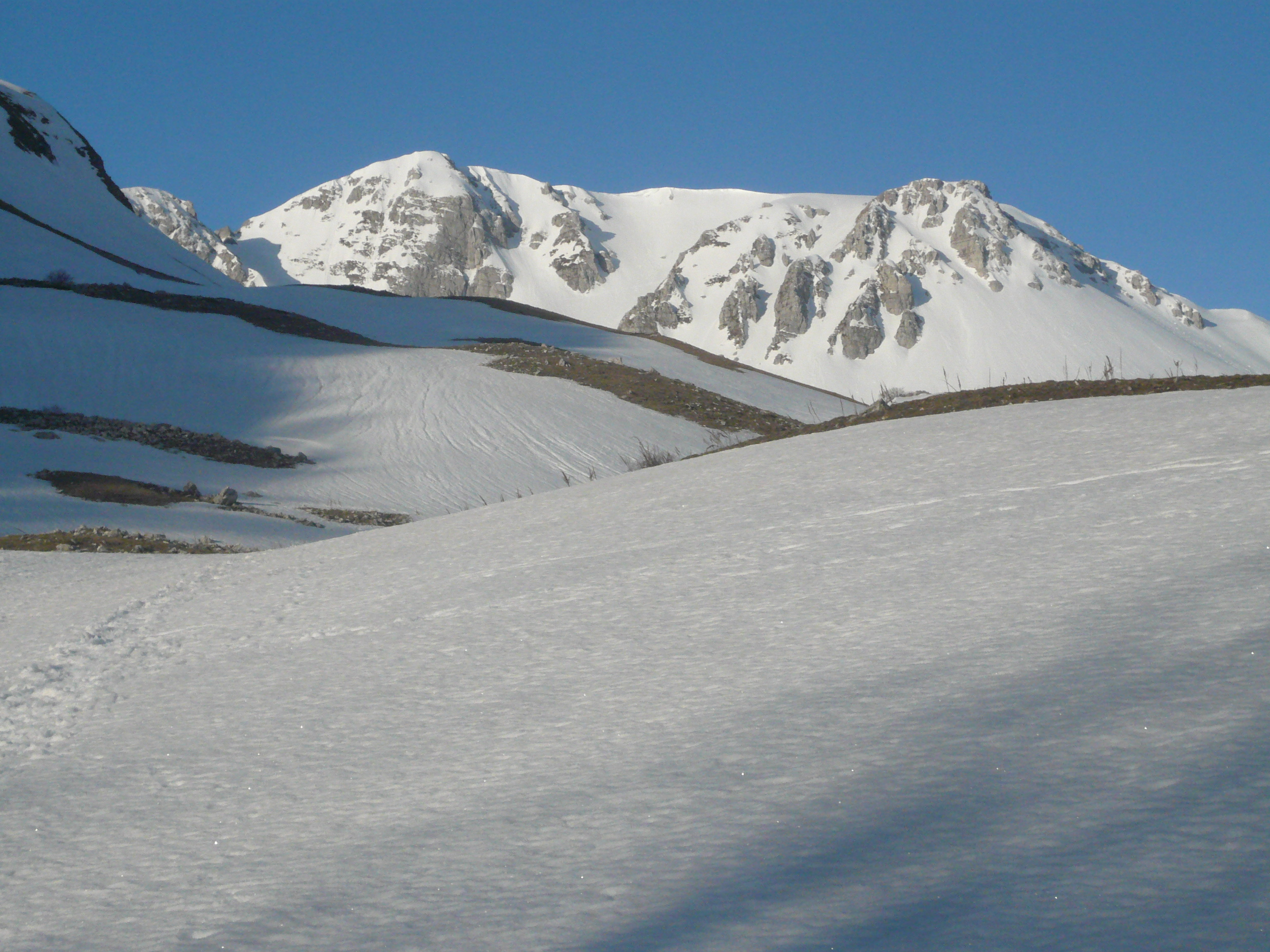
Versante settentrionale visto d'inverno

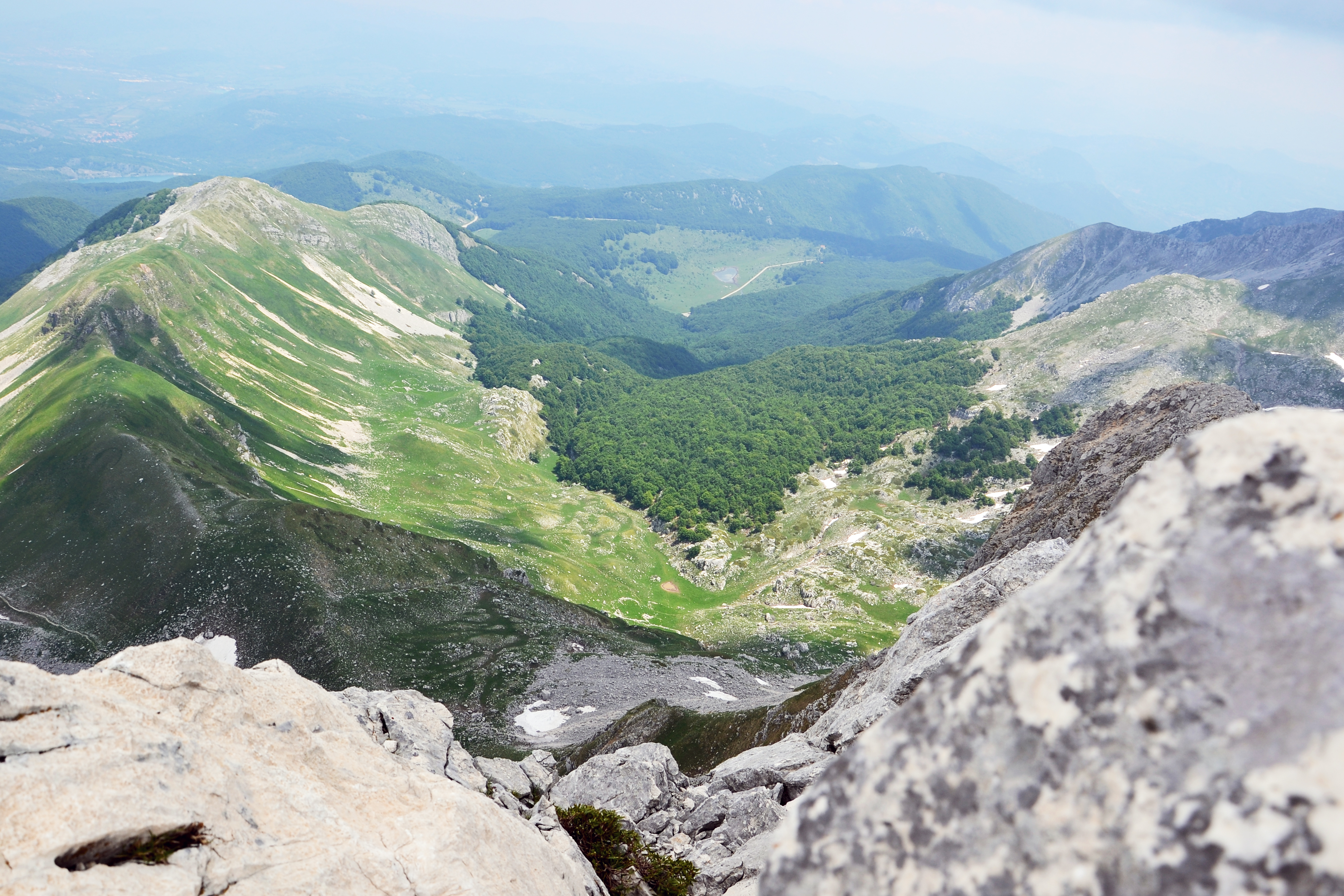
Visuale dalla cima

La cima del monte Meta era stata interdetta agli escursionisti perché protetta dalla riserva integrale del parco nazionale d'Abruzzo, Lazio e Molise, per le notevoli presenze di camosci d'Abruzzo, recentemente però (estate 2010) è stato momentaneamente aperto un prolungamento del sentiero L1 che porta fino alla cima a 2241 metri.
Diversi sentieri portano alla Meta partendo dal Pianoro Le Forme (Pizzone) a 1380 metri, Pianoro Campitelli a 1420 metri (Alfedena, sentiero L1); i tempi di percorrenza, considerando il passo di un escursionista allenato, sono di circa tre ore (difficoltà: media). Il Passo dei Monaci, a quota 1986, è il punto dove convergono i vari sentieri, che confluiscono nella parte finale del sentiero L1 che porta alla cima. Tale punto si può raggiungere anche dal versante laziale, da Prati di Mezzo, nel comune di Picinisco.

### Versante abruzzese
L'itinerario parte dal pianoro Campitelli (1420 m), raggiungibile comodamente in auto, a 10 km dal comune di Alfedena. Seguendo il sentiero L1 segnalato, si attraversa una fitta faggeta fino a quota 1712, dove il panorama si apre un altipiano denominato I Biscurri che sale fino a quota 1980. Poi il sentiero diventa più impervio e attraversa una impegnativa pietraia. A questo punto in direzione sud si arriva al passo dei Monaci, a quota 1986 m, dove inizia l'ultimo tratto di salita, molto ripido ma senza rocce; proseguendo fino alla cima, si gode di uno dei panorami più suggestivi d'Abruzzo.

### Versante laziale
L'itinerario parte da Prati di Mezzo (1403 m s.l.m.), in provincia di Frosinone. La località è raggiungibile con l'automobile da Picinisco; un ampio parcheggio e la divisione segnaletica del Parco Nazionale d'Abruzzo, Lazio e Molise (capanno d'accesso N) agevolano la praticabilità dell'area. Sulla sinistra del piazzale inizia il sentiero del parco N1, ben segnalato, che prosegue lungo una mulattiera tortuosa fra rimboschimenti e faggete. Si entra poi nella Val Tabaccara dove dopo aver attraversato il bosco il panorama si fa sempre più ampio e a queste altezze è possibile incontrare rapaci rari o camosci d'Abruzzo. Il sentiero raggiunge il valico, dove è posta una grossa croce, dopo aver attraversato il Vallone della Meta. La vista spazia sia sulla Valle di Comino, che sulle valli abruzzesi-molisane e sulle Mainarde. Si può proseguire fino alla cresta montuosa tramite il sentiero L1.

### Versante molisano
L'itinerario parte dal pianoro delle Forme, più conosciuto come Valle Fiorita. La località è raggiungibile comodamente in auto sia dal comune molisano di Pizzone, sia dal comune abruzzese di Alfedena, vista la vicinanza della Valle Fiorita al pianoro Campitelli (circa 3 KM). A circa un'ora e mezza di cammino la vegetazione diventa completamente inesistente svelando la suggestive vista della Valle Pagana e del Monte Meta. Ancora un'ora di cammino e lasciando alle spalle il Passo dei Monaci si abbandona il sentiero M1 per raggiungere la vetta del Monte Meta sopra la quale è posta una croce. Il panorama si estende a vasto raggio e consente di vedere ad occhio nudo l'Abbazia di Montecassino e numerosi altri punti di riferimento del territorio.

## Innevamento
Le prime nevicate sul monte Meta talvolta si verificano a fine ottobre, ma sono perlopiù rare e inconsistenti, mentre a dicembre la Meta viene innevata pesantemente; a seconda delle annate, a marzo la neve può anche superare i 5 metri di accumulo e, nonostante il disgelo primaverile, a giugno a volte residua una spessa coltre sulla cima. Sono sconsigliate per questa ragione le escursioni a piedi tra metà novembre e fine maggio.